# アプソロブラッティナ
アプソロブラッティナ（Aphthoroblattina、よくApthoroblattinaと誤表記される）は古生代石炭紀に生息していたゴキブリと似た姿をした基盤的な網翅類（Roachoid）。化石はイングランド、ウェールズ、アメリカ合衆国、ロシア連邦より発見されている。

## 大きさについて
前翅の長さ2.7cm - 4.8cm。
一部のウェブサイトで「50cmの巨大ゴキブリ」として取り上げられることがあるが、デマである可能性が高いとされる。
マッコーリー大学の古生物学のデータベース、「fossilworks」によれば、Aphthoroblattina johnsoniは大きさが33.5mm x 24.0mm、前羽が36.5 mm x 38.0mm（平均値）であり、50cmには到底及ばない。論文上において「43～45cm」と書かれた例があるが、引用された原記載では45mmと表記されている。
知られている限り最大のゴキブリ様の昆虫化石はOpsiomylacris属の一種で、前翅長は75mmに達する。